# Török-patak
Le Török-patak est un ruisseau de Hongrie, affluent du Danube. Il prend sa source dans le massif de Börzsöny, à la confluence du Szén-patak, du Bagoly-bükki-patak et du Nagy-Vasfazék-patak au niveau du lieu-dit Királyrét, dans la localité de Szokolya. Il se jette dans le Danube à la hauteur de Verőce.